# ’Ângkôr Borei
’Ângkôr Borei – miejscowość w Kambodży, nad rzeką Tônlé Basăk, odnogą Mekongu. Główne stanowisko wykopaliskowe rozpoczętego w 1996 r. projektu archeologicznego "Dolny Mekong" (LOMAP - Lower Mekong Archaeological Project) kierowanego przez prof. Miriam T. Stark z Uniwersytetu Hawajskiego. Celem projektu jest badanie mechanizmu formowania się wczesnych państwowości w delcie Mekongu w okresie pre-angkoriańskim. Badania radiochemiczne z wykorzystaniem węgla C14 wskazują, że ’Ângkôr Borei było aktywnym ośrodkiem administracyjnym już 400 lat p.n.e., a obszar między nim a Óc Eo był gęsto zaludniony na długo przed odkryciem Funanu przez Chińczyków.